# 法華経寺
法華経寺（ほけきょうじ）は、千葉県市川市中山二丁目にある日蓮宗大本山の寺院である。鎌倉時代の文応元年（1260年）創立。中山法華経寺（なかやまほけきょうじ）とも呼ばれる。
山号は正中山（しょうちゅうざん）で、所在地名である中山の由来になったとの説もある。

## 概要

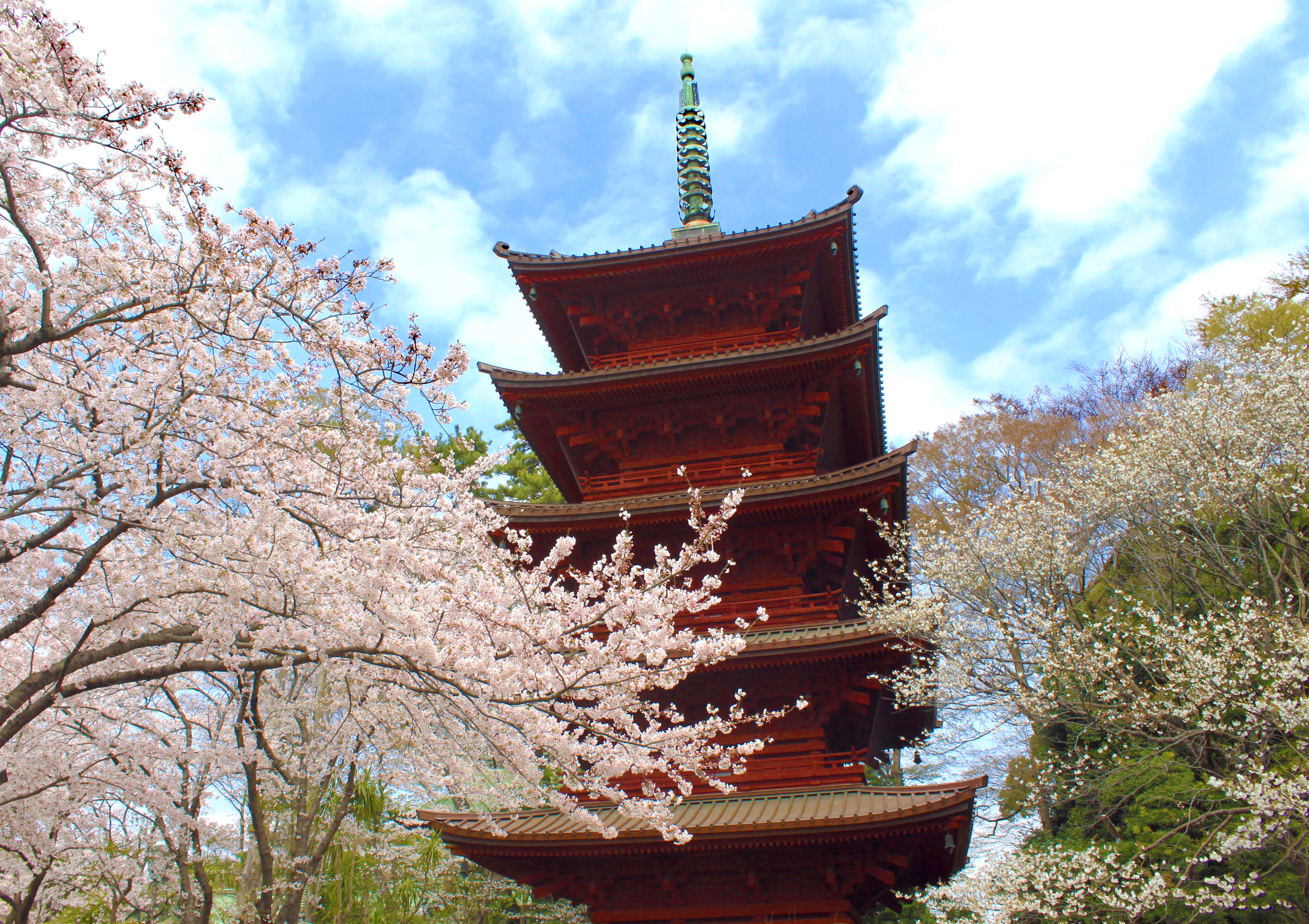
五重塔（重要文化財）

中山三法類（親師法縁、達師法縁、堺法縁）の縁頭寺であり、日蓮の説法と安息の地である。境内の鬼子母神も広く信仰を集め、江戸三大鬼子母神に含まれる。日蓮の書跡『観心本尊抄』、『立正安国論』は国宝、境内建造物の多くは重要文化財に指定されている。
日蓮はその布教活動の中で幾度と無く迫害を受けたが、その際千葉氏に仕えていた富木常忍や大田乗明は管轄していた八幡荘に日蓮を迎え入れ保護した。特に千葉氏の被官であった富木常忍は、日蓮のために若宮の自邸に法華堂を造営し安息の場を提供するとともに、文吏であったため紙筆を提供してその執筆を助けた。当寺に多くの日蓮の遺文が遺されているのはその縁であると言われている。
当寺を中心に門前町が広がり、正月や節分の際は大勢の参拝客で賑わう。

## 歴史

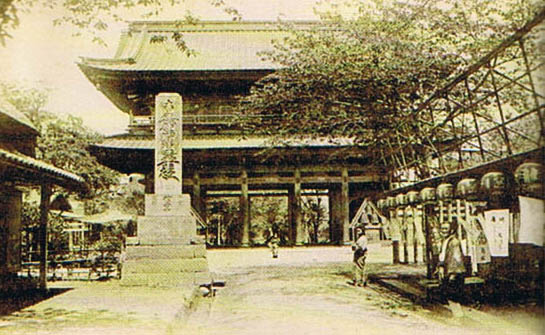
大正時代の山門

弘安5年（1282年）に日蓮が没した後、常忍は出家し自邸の法華堂を法花寺と改め初代住持・常修院日常となり、日蓮の有力な檀越であった大田乗明の子日高は、父の屋敷を本妙寺とし2代目住持となった。そして八幡庄の領主であり旧主である千葉胤貞の帰依を受け俗別当に迎え、胤貞猶子の日祐を3代目住持とした。
だが、肥前国小城郡においては胤貞の弟胤泰が九州千葉氏として存続したものの、下総国では敵対関係にあった貞胤流千葉氏が台頭し、胤貞流の千田氏は衰退して当寺も危機を迎えた。そのようななか、日祐は室町幕府との関係を強めこれを乗り切り、ここを拠点とする中山門流が成立することになった。
日高以来代々の住持は本妙寺と法花寺の両寺の兼務が慣わしとなっていたが、天文14年（1545年）古河公方足利晴氏より「諸法華宗之頂上」という称号が贈られ「法華経寺」という寺名が誕生し、法花寺と本妙寺の両寺を合わせた一つの寺院になった。
1945年（昭和20年）2月25日、アメリカ軍の空襲により、門前に焼夷弾が着弾。周囲の民家が全焼した。

### 沿革
- 文応元年（1261年） 開基
- 昭和21年（1946年） 126世宇都宮日綱上人代に一部末寺と共に日蓮宗を離脱し「中山妙宗」を立ち上げる。離脱の理由は、法華経寺は本来日蓮宗とは教義と信仰が異なる独立したものが明治6年の教部省達第四号（各宗教導職管長一名を置き、末派寺院の取締を為さしむる件）により日蓮宗に所属させられたものであり、敗戦で宗教の自由に対する制限がなくなったので離脱したい、というもので、中山妙宗に所属する宗教法人法華経寺として登記した[5]。 宇都宮日綱は妙香寺 (横浜市)の元住職で東京博善の元社長。
- 昭和47年（1972年） 132世武井日進上人代に日蓮宗に復帰する。武井日進（1906-1983、武井敬三）は佐藤栄作の親衛組織「TKプロダクション友の会」を組織した武井組の組長で、法華経寺宗務総長の傍ら全日本愛国者団体会議議長や武井睦会（テキ屋で組織された武井一家の親睦団体）相談役、愛国誠友会（山口組系城滝組組長福富勇が右翼転向をはかって組織した任侠系団体）の最高顧問などを務めていた[6][7][8]。

### 旧末寺
日蓮宗では昭和16年（1941年）に本末を解体したため、現在では、旧本山、旧末寺と呼びならわしている。法華経寺は300以上の末寺を有したという。

### 中山法華経寺事件
天保12年（1841年）、この寺の24歳と71歳の僧が大奥の奥女中を含む多くの婦女を騙し、肉体関係だけでなく貴重品も取って奢侈に耽るなどし、僧侶にあるまじき行状として幕府の耳に入った。大奥の綱紀粛正を進めていた老中水野忠邦は内偵ののち風聞書を作成して寺社奉行の阿部正弘に提出、寺社奉行の調査の結果、日尚と日啓という2名の僧が逮捕された。自白によると、老僧日啓は30年前から計30人ほどと関係があったことがわかった。日啓には遠島、日尚には晒 (刑罰)の上、触頭引き渡しが言い渡された。日啓の実娘と言われる徳川家斉の側室専行院や奥女中たちも関わっていたがそれに触れずうまく裁いたとして、この一件で弱冠22歳の阿部正弘は名声を上げた。

## 境内
- 総門（黒門）

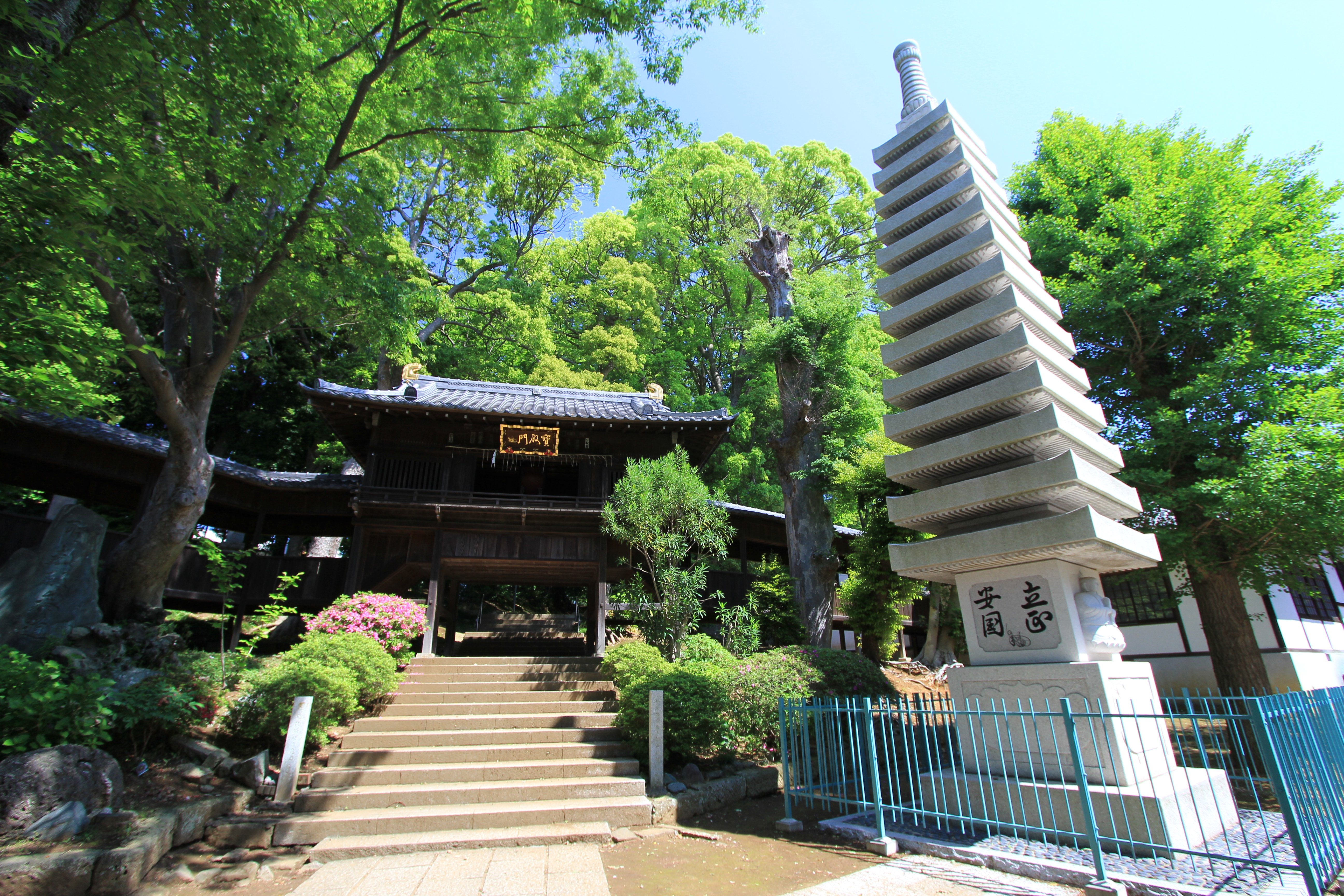
宝殿門

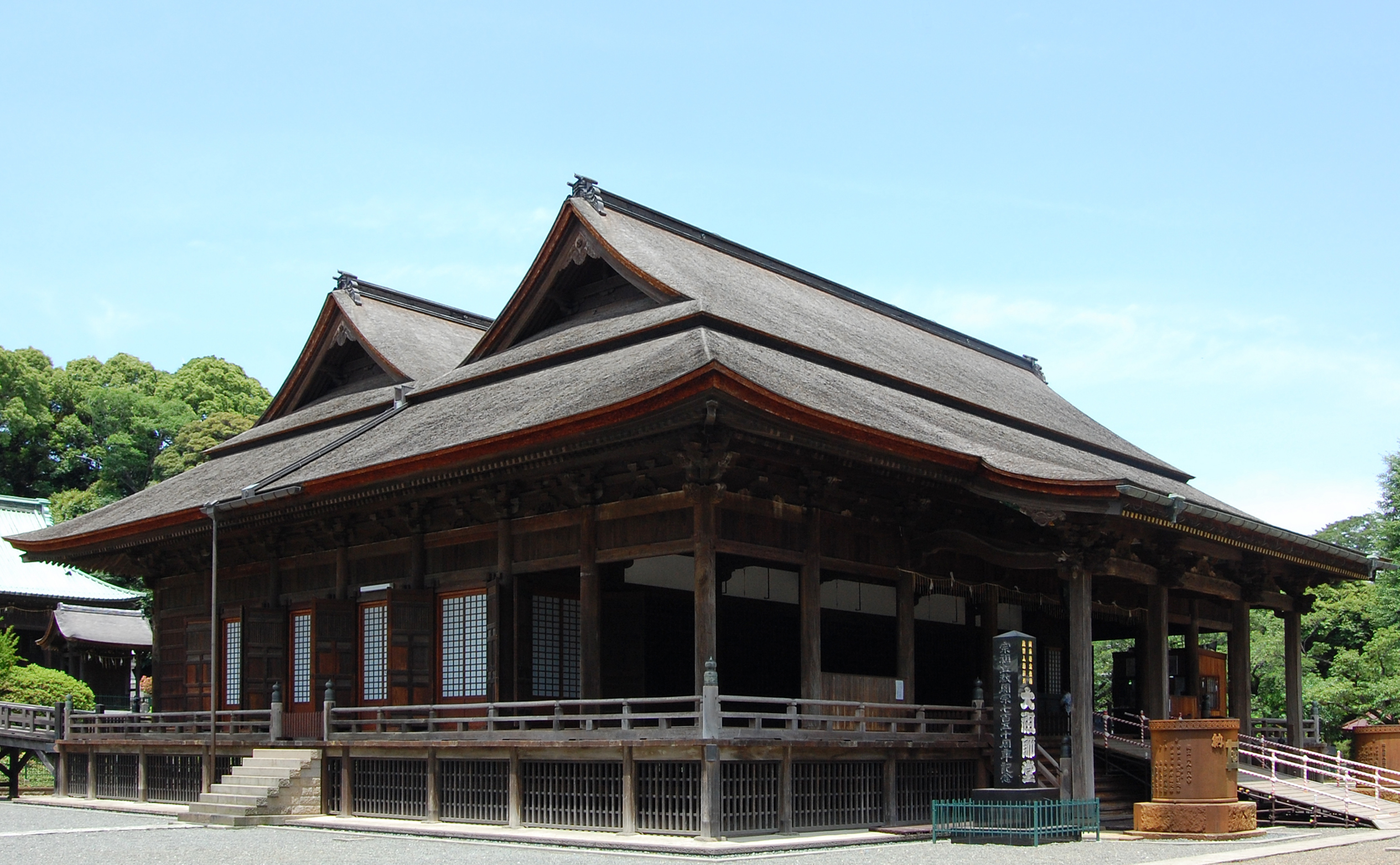
祖師堂。日本では珍しい比翼入母屋造の建物

- 仁王門（赤門） - 大正時代に建造[11]。「興法閣」という扁額は小松宮彰仁親王による[12]。
- 祖師堂（重要文化財）
- 本院・大客殿
- 鬼子母神堂
- 荒行堂
- 五重塔（重要文化財）
- 日常上人像
- 銅造釈迦如来坐像（中山大仏）
- 刹堂
- 妙見堂
- 法華堂（重要文化財）
- 四足門（重要文化財）
- 宇賀神堂
- 清正公堂
- 太田稲荷社
- 宝殿門
- 聖教殿
- 蔣介石胸像 - 1972年（昭和47年）の日中共同声明に伴う日台断交時に当時の住職が日華友好を願い建立した。

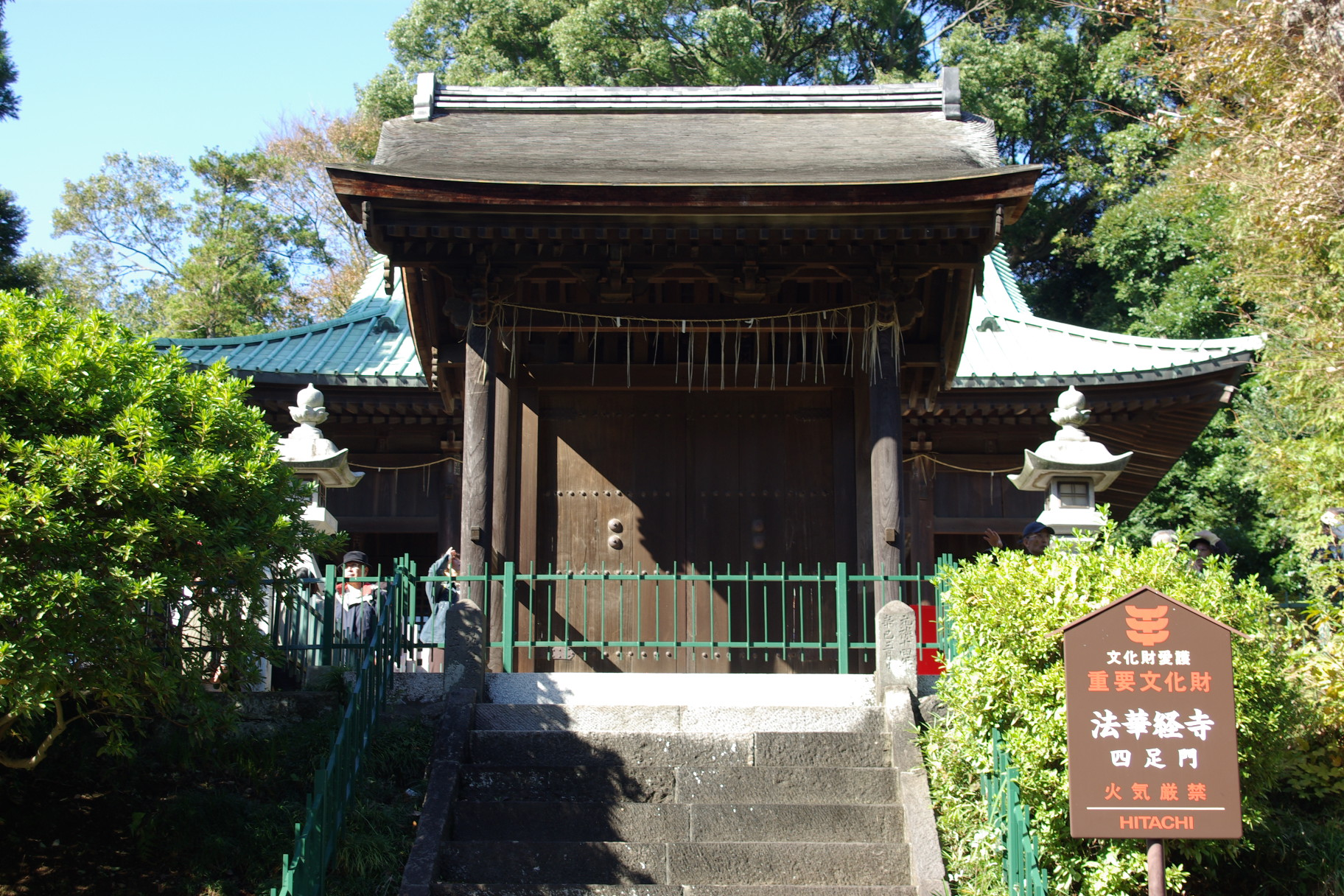
四足門（重要文化財）
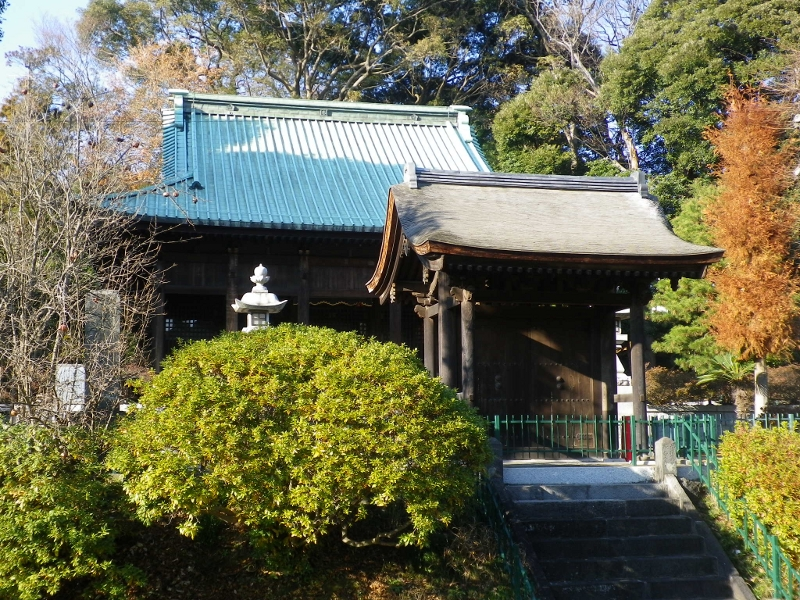
法華堂（重要文化財）
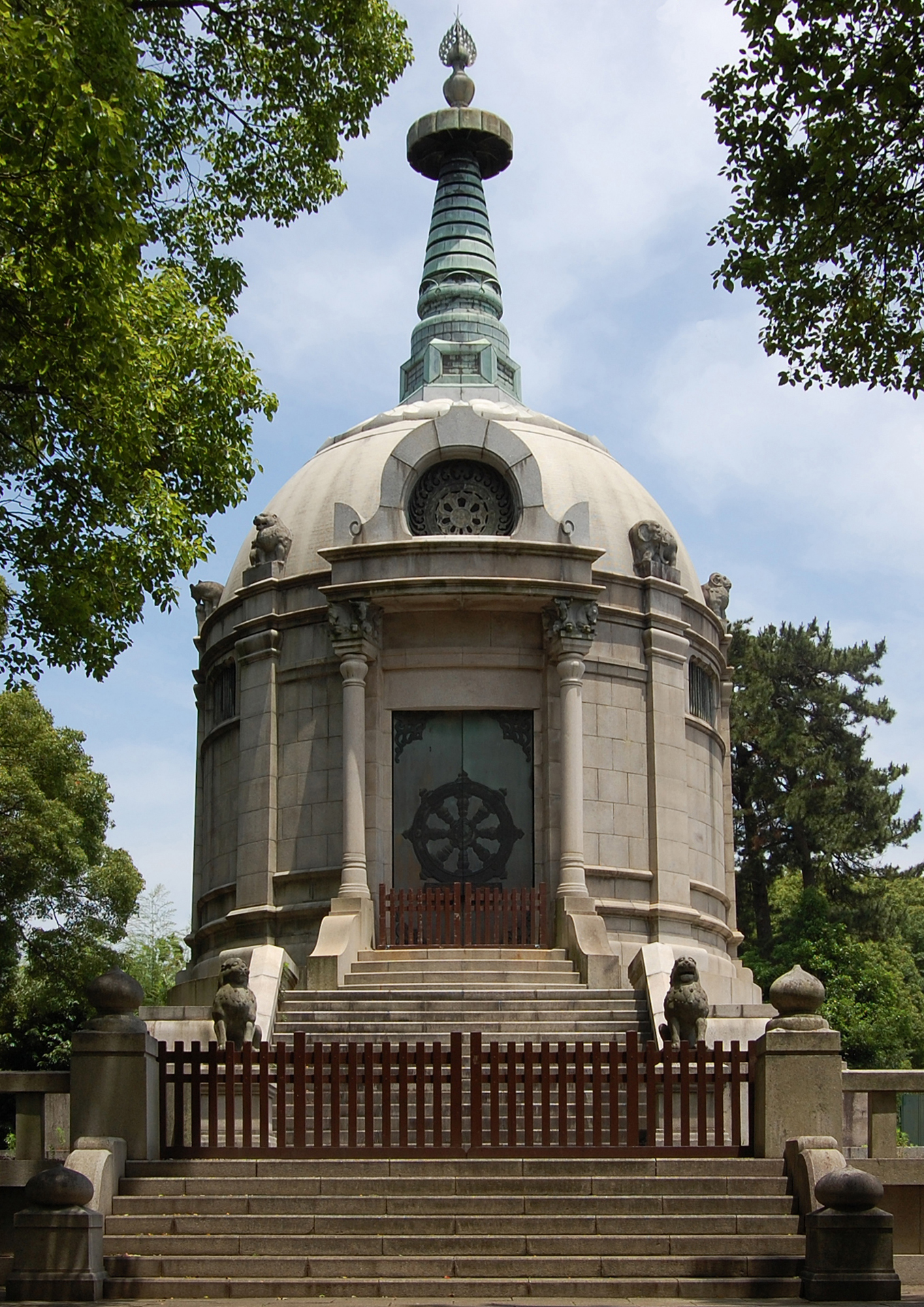
聖教殿
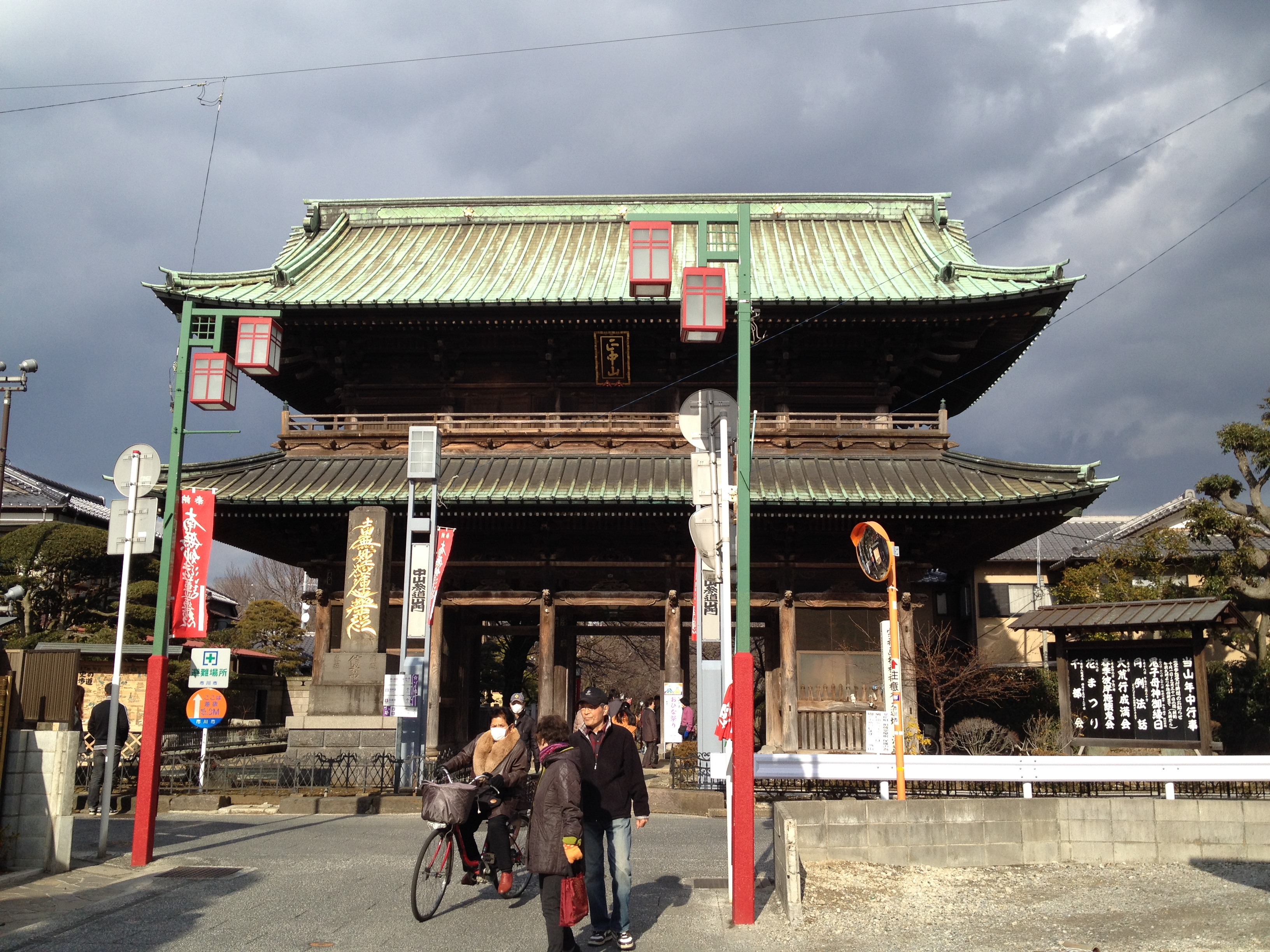
仁王門（赤門・三門）
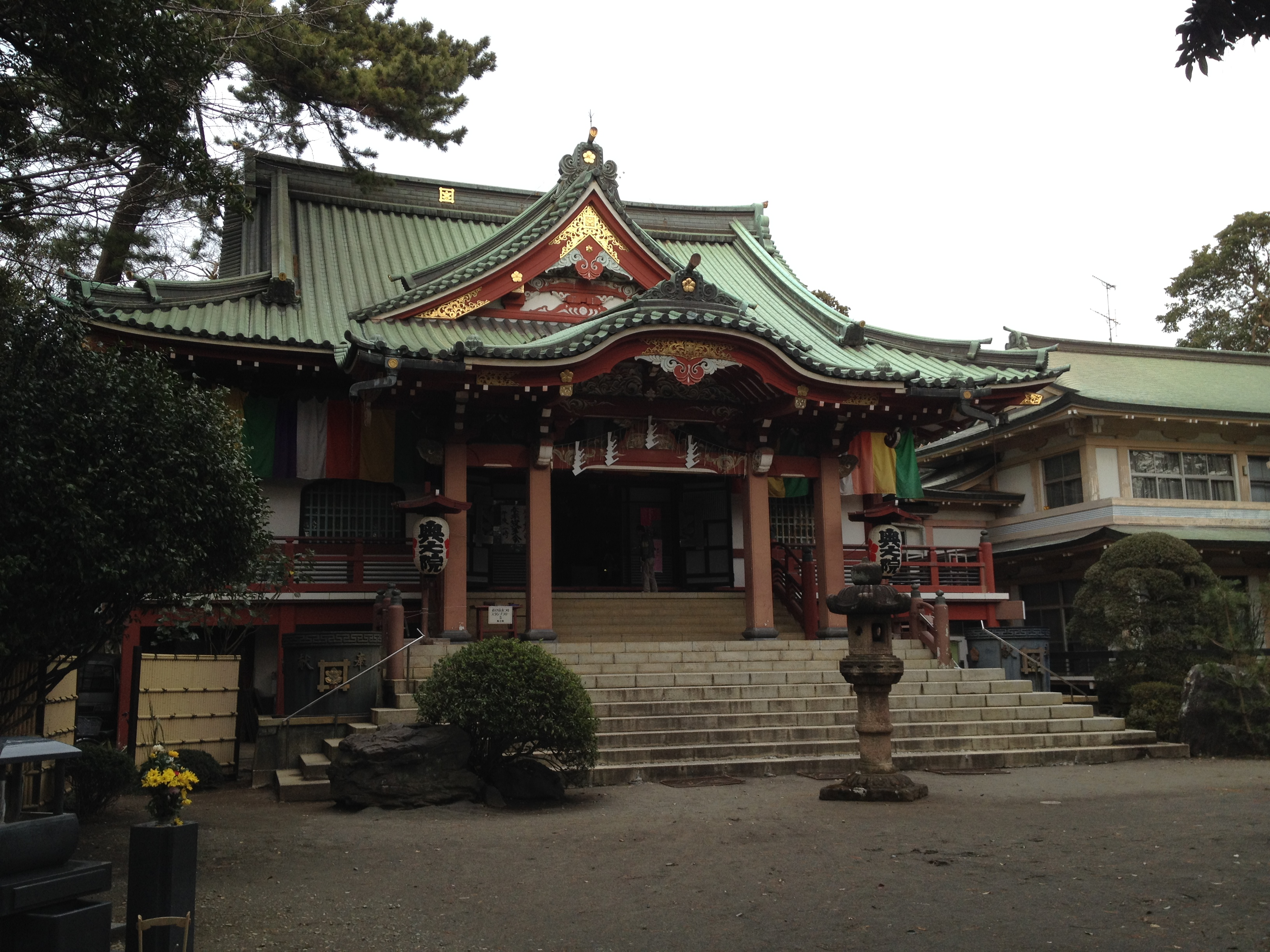
奥之院（富木邸跡）

## 中山療養院
日蓮が伝えた祈祷・修法があり、古来より参籠者が絶えずあった。その中には精神病者も少なくなかったことから、古くより寺内に病者を収容して、信仰読経により治療していた。参籠する信者と病者は参籠所や修法所に宿泊し、祈祷・水治（頭から井戸の水をかぶる）・修法を受ける。参籠所は明治25年（1892）頃に造られた木造平屋の建物で、13室あり、病者には家人が付き添った。祈祷は刹堂の広間で大太鼓と読経で行なわれた。監督は刹堂の管理人のほか、寺内の各住職が月替わりの輪番で行なった。
時代の要請で在来の処置のみでは医師法に違反するとして明治42年(1909年)に県に申請して刹堂の裏手の丘に中山療養院を建設することにし、大正6年（1917年）に完成、医師による障害者の保護治療を開始。大正10年（1921年）、本山の手を離れ、精神科医と壇徒の共同経営に移り、中山脳病院と改称、昭和23年（1948年）に中山病院と改称、昭和27年（1952年）に医療法人静和会中山病院となる。

## 人物
- 日常（法華経寺開祖、法華寺開山。1216年‐1299年）
  - 日頂（六老僧の一人、日常の養子。）
- 日高(僧)（法華経寺二世で日蓮の弟子、本妙寺開山。1257年‐1314年）
- 日祐（法華経寺三世、1298年‐1374年）
  - 日英_(中山門流)（日祐の弟子、1346年‐1423年）
- 日尊(法華経寺)（法華経寺四世、1323年‐1399年）
- 日せん（法華経寺五世、1349年‐1422年）
- 日薩（法華経寺六世、1392年‐1422年）
- 日有(法華経寺)（法華経寺七世、1448年没）
- 日院(法華経寺)（法華経寺八世、1415-1501年）
- 蓮性院日相（法華経寺39世、1705年没[15]） ‐ 木村重成の叔父で、東大阪市の蓮城寺を創建[16]。松戸市の廣龍寺には日相の棟札が現存[17]。
- 現住は145世新井日湛伝主（足立区国土安穏寺より晋山,達師法縁）
- 日舜（1831-1901） ‐ 能登国で生まれ、幕末に当寺で祈祷僧となり、その後白山大乗寺、久昌寺 (常陸太田市)の住職を経て、池上本門寺66世貫首、日蓮宗12代管長にまで出世した[18]。姓は鶏渓、字は見雄、本雄院と号した[19]。『万朝報』の人気連載「蓄妾実例」で妾を抱え淫酒にふける堕落僧として幾度も取り上げられ、それによると、下総守だった間部詮勝が日蓮宗を信仰していたことから日舜は間部邸に出入りするようになり、間部の愛妾と私通し、その口添えで宗派内で次第に地歩を固めて白山大乗寺の住職に就任し、間部と愛妾の間にできた娘たちを名家に嫁入らせて檀家に引き込み、その伝手で華族の九条家を取り込み、そこを通じて宮内省の女官を帰依者とし、皇室にも名を知られるほどとなったほか、米相場にも手を出していたという[18]。また、彰義隊戦死者供養碑建立に資金援助したことでも知られる[20]。

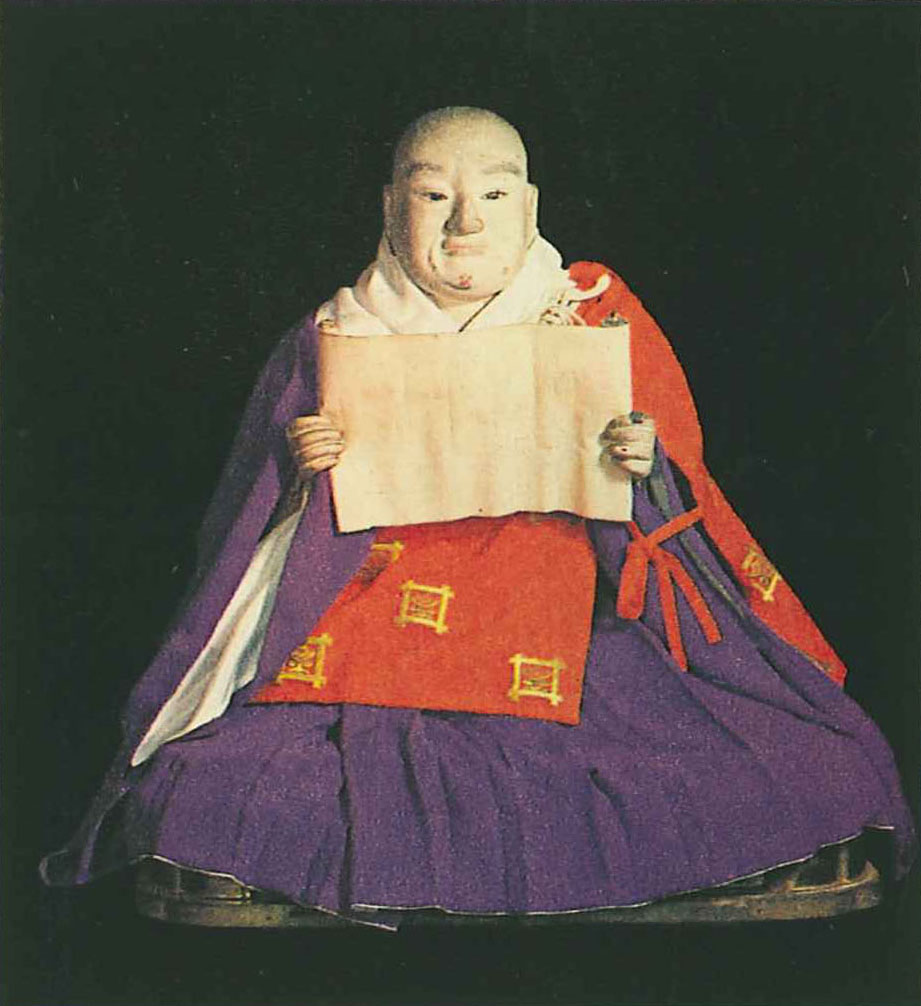
祖師堂安置の御影
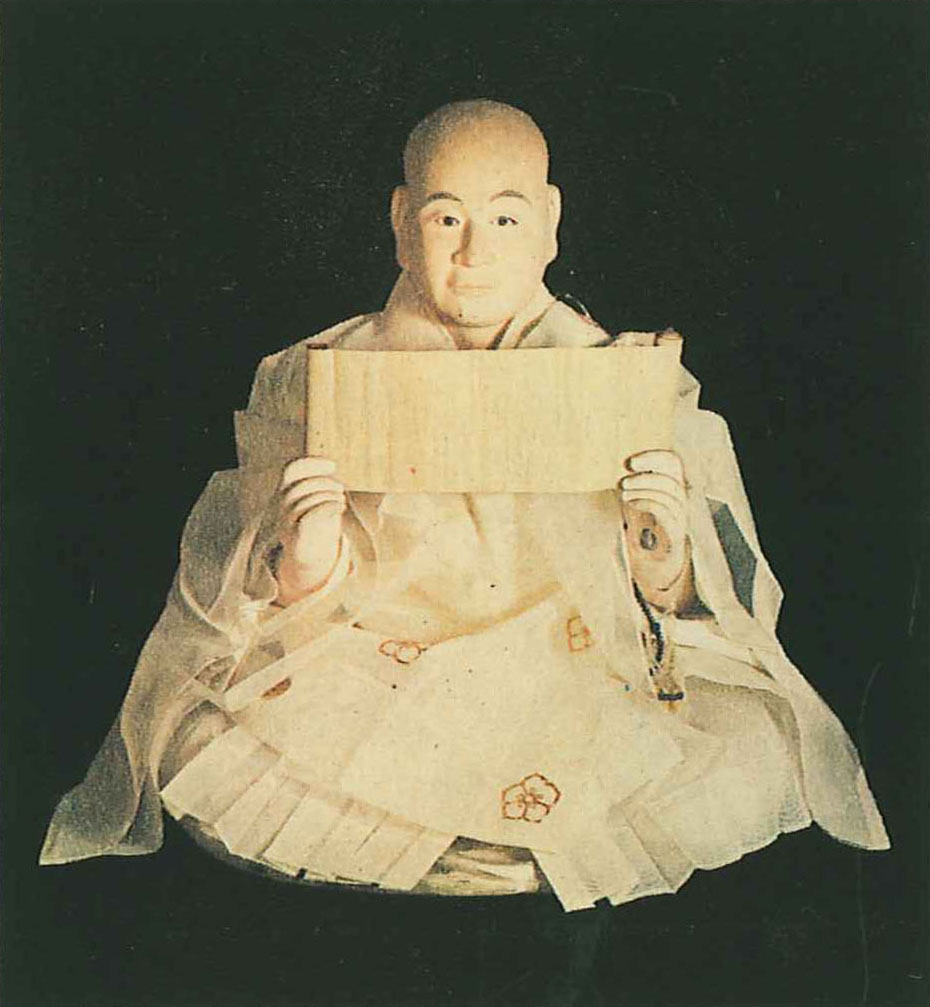
富木日常座像（天正年間造立）
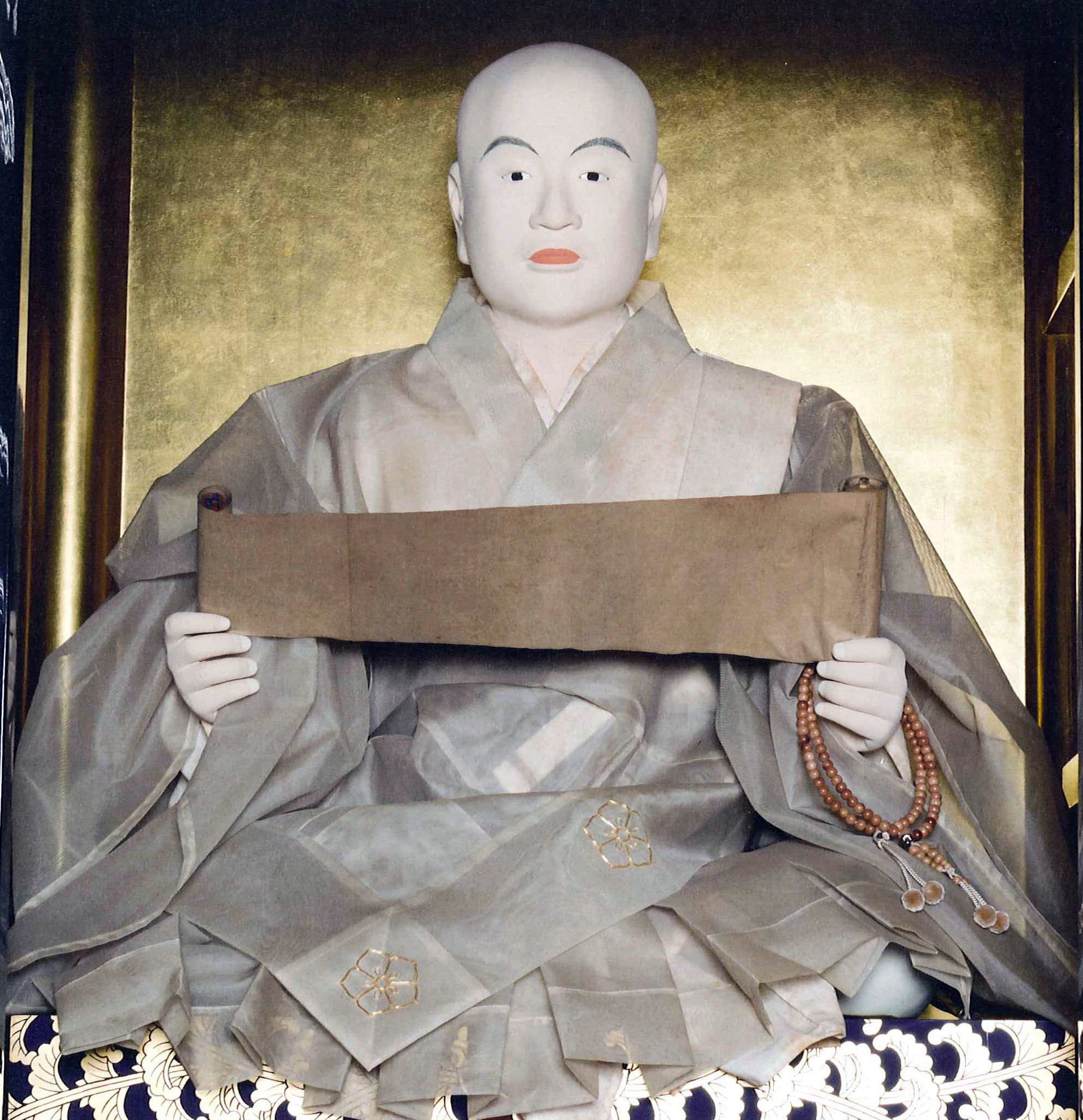
中山法華経時 日高座像
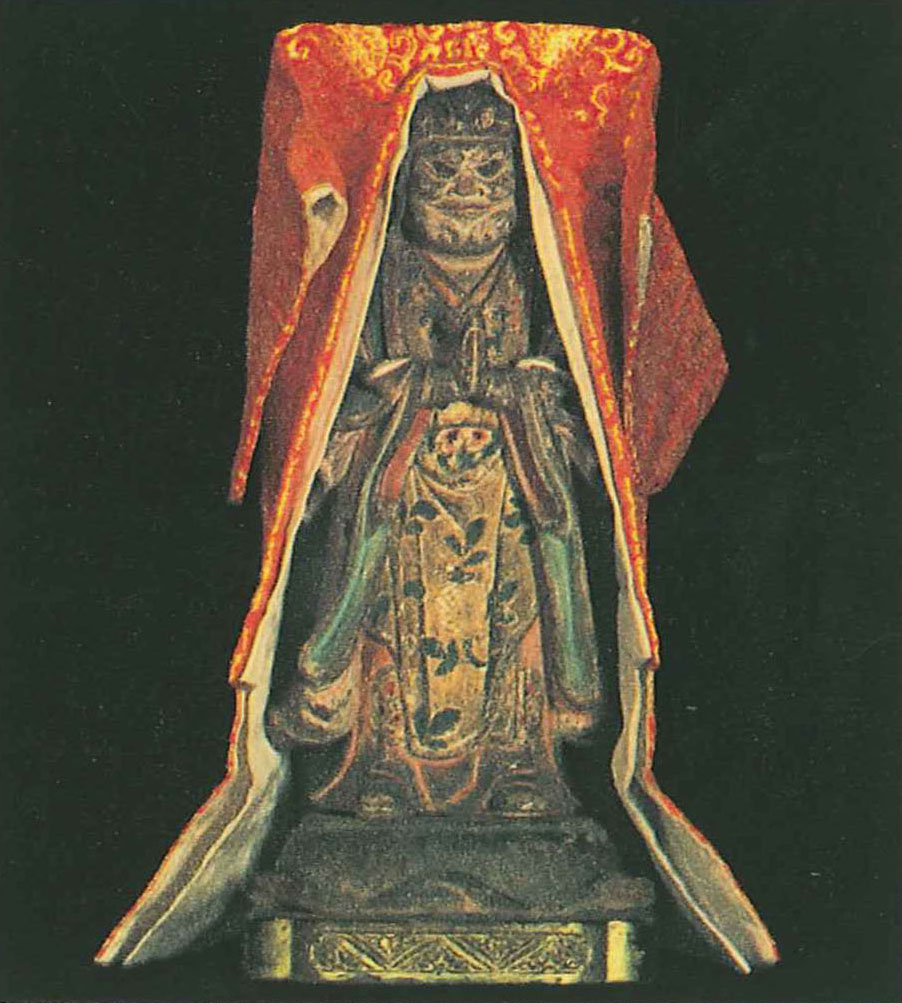
鬼子母神堂安置

## 山内寺院・塔頭
- 正中山池本寺
- 仁受山智泉院
- 正中山陽雲寺
- 大覚山本妙寺（根切の祖師）
- 正中山遠寿院 - 荒行堂のある遠寿院流祈祷の根本道場。一時期日蓮宗公認の行堂であったが、現在は「根本御祈祷系授的伝加行所」を名乗っている。水の行者・永村日鵬を輩出。

- 正中山本光寺
- 護国山安世院（四院家）
- 正中山高見寺
- 如意山蓮行寺
- 玄妙山本行院（四院家）什師屋敷
- 正中山清水寺
- 永昌山浄鏡寺
- 正中山浄光院（四院家）
- 法宣院（四院家）
- 本覚山日英寺
- 奥之院
- 東照山妙円寺 - 黒門の外にあり法華経寺貫首晋山の際、休息場所となる。

## 文化財

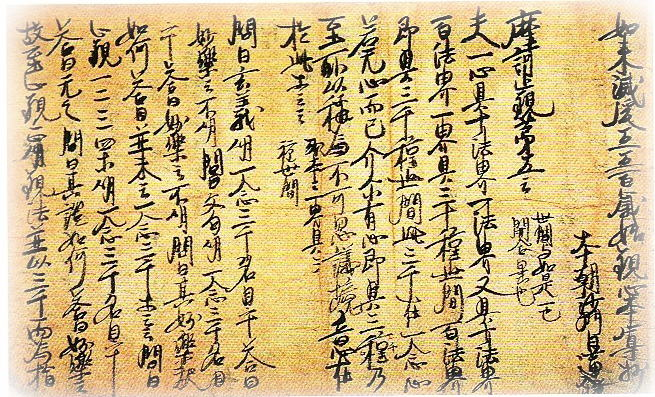
『如来滅後五々百歳始観心本尊抄』（巻頭部分、日蓮撰・筆、法華経寺蔵、国宝）

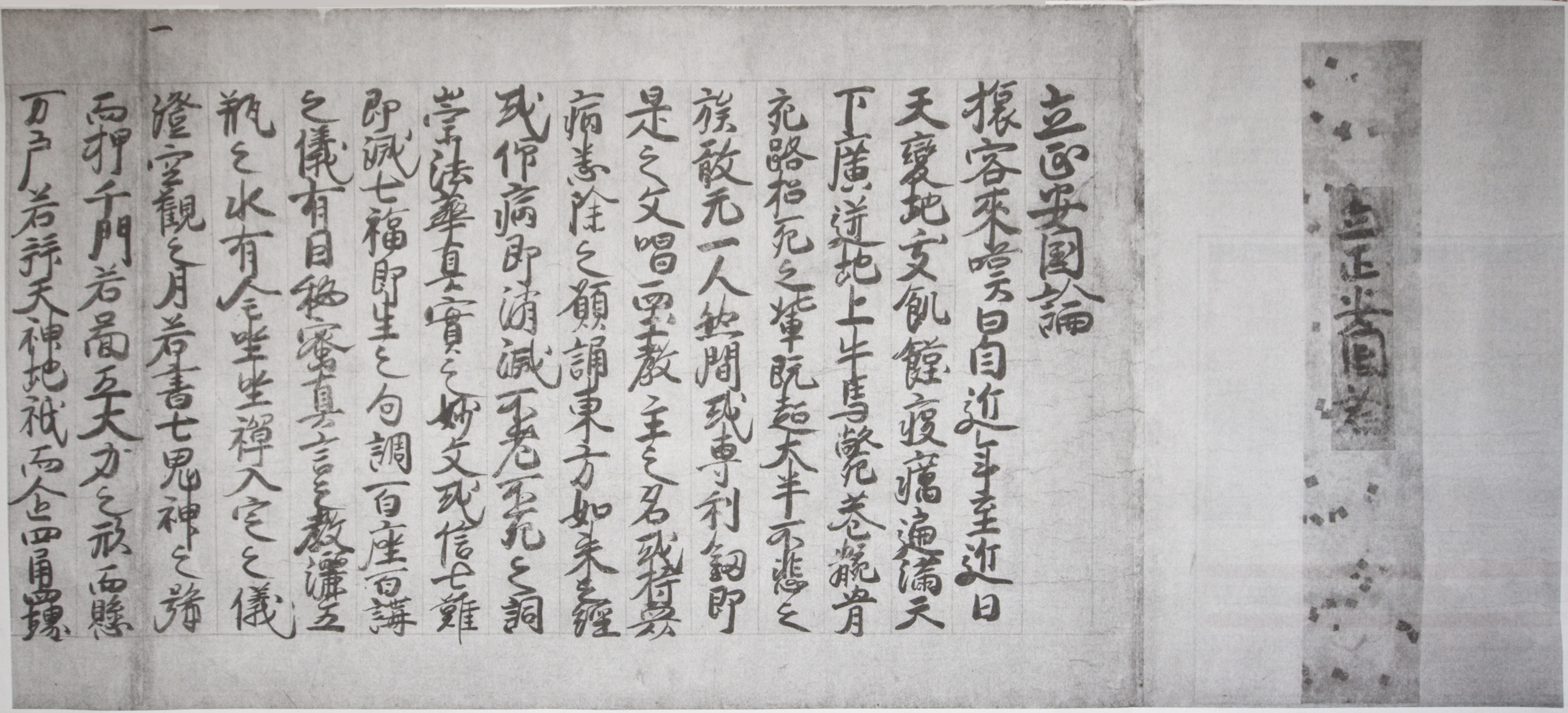
『立正安国論』（巻頭部分、日蓮撰・筆、法華経寺蔵、国宝）

### 国宝
- 観心本尊抄 日蓮筆（美術工芸品・書跡）
- 立正安国論 日蓮筆（美術工芸品・書跡）

### 重要文化財
- 五重塔（建造物）
- 祖師堂（建造物） 以前は三層錣屋根入母屋形式であったが現在は建造時の形状とされる比翼入母屋形式に復元されている（柿葺き）[注釈 1]。
- 法華堂（建造物） 日蓮宗の建築物中現存最古級で室町時代後期の建築。
- 四足門（建造物）
- 絹本着色十六羅漢像 趙璚（王偏に「矞」）筆 八曲一双（うち4枚後補）（美術工芸品・書跡）
- 日蓮筆遺文　56巻、4冊、1帖、3幅（美術工芸品・書跡）
- 中山法華経寺文書 839通（美術工芸品・書跡）

### 千葉県指定文化財
- 木造釈迦如来・多宝如来坐像（彫刻）：五重塔内安置

### 市川市指定文化財
- 黒門 1棟（建造物）
- 本阿弥家分骨墓 3基（建造物）
- 本阿弥光悦分骨墓 1基（建造物）：舟形をした墓石で、中央に「妙法了寂院光悦日豫尊霊」、左右に「寛永十四丁丑年、二月三日」と光悦の命日が彫られている。
- 銅造釈迦如来坐像（（美術工芸品・彫刻）
- 光悦筆扁額（美術工芸品・書跡）：山門に「正中山」、大堂（祖師堂）に「祖師堂」、法華堂に「妙法花経寺」の3面の額

### その他
- 聖教殿：設計伊東忠太

## 年中行事
- 新年祈祷会（1月1日 - 3日）
- 節分会（2月3日）
- 大荒行満行会（2月10日） - 当寺は日蓮宗の祈祷根本道場で11月1日から2月10日まで寒百日大荒行（世界三大荒行の一つと言われている）が行われる。
- 子育大祭（1月の8、18、28日、5月の同日、9月の同日）
- 彼岸施餓鬼会（春分の日、秋分の日）
- 花まつり（4月8日）
- 千部会（4月15日 - 20日）
- 太田稲荷大祭（5月28日）
- 宇賀正徳神大祭（6月1日）
- 清正公大祭（6月24日）
- 御蘭盆施餓鬼（7月18日）
- 八大龍王大祭（10月1日）
- 大荒行入行会（11月1日）
- 妙見尊星大祭（11月の酉の日）
- 御会式（11月15日 - 18日）
- 納めの子育祭（12月28日）
- おたきあげ（12月28日）
- 除夜祈祷会（12月31日）

## 交通

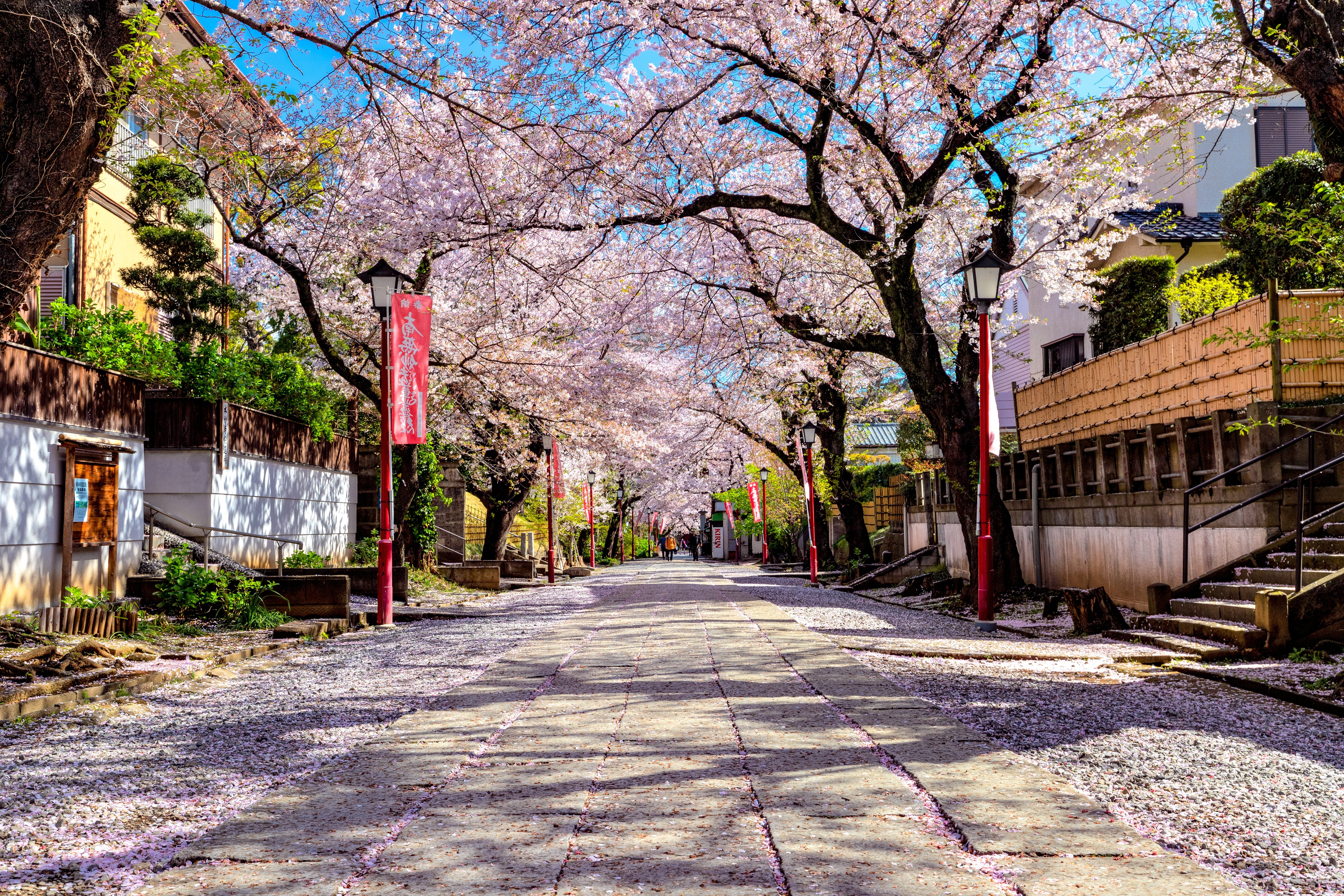
参道の桜並木

京成中山駅を越えると法華経寺まで続く参道に位置する門前町へ繋がる。参道では定期的に歩行者天国も実施している。

### 公共交通機関

#### 鉄道
- 京成電鉄：京成本線京成中山駅から徒歩約3分（仁王門まで）
- JR東日本：中央・総武緩行線下総中山駅から徒歩約8分（仁王門まで）

### 自動車

#### 高速道路
- 首都高速7号小松川線・京葉道路
  - 京葉市川インターチェンジ
  - 原木インターチェンジ

#### 一般道路
- 国道14号
- 千葉県道59号市川印西線（木下街道）

#### 駐車場
- 無料駐車場あり
  - 50台（9:00 - 16:00）[21]
  - 大型車は駐車不可